# Zelamarckina
Zelamarckina, en ocasiones erróneamente denominado Zelamarkina, es un género de foraminífero bentónico de la subfamilia Ceratobulimininae, de la familia Ceratobuliminidae, de la superfamilia Ceratobuliminoidea, del suborden Robertinina y del orden Robertinida. Su especie tipo es Zelamarckina excavata. Su rango cronoestratigráfico abarca el Mangapaniense (Plioceno superior).

## Clasificación
Zelamarckina incluye a la siguiente especie:
- Zelamarckina excavata